# Agence d'exploration aérospatiale japonaise
 (juillet 2019).
Si vous disposez d'ouvrages ou d'articles de référence ou si vous connaissez des sites web de qualité traitant du thème abordé ici, merci de compléter l'article en donnant les références utiles à sa vérifiabilité et en les liant à la section « Notes et références ».
Ne doit pas être confondu avec Jaxa (État).
L'Agence d'exploration aérospatiale japonaise (en japonais : 宇宙航空研究開発機構, uchū kōkū kenkyū kaihatsu kikō, « agence de recherche et développement aérospatiale »), souvent dénommée par sa traduction anglaise Japan Aerospace Exploration Agency, abrégée en JAXA, est l'agence spatiale nationale du Japon. Elle est créée le 1er octobre 2003 par la fusion des trois organisations japonaises intervenant dans le domaine spatial : l'ISAS, la NASDA et la NAL. La JAXA est l'organisation chargée du développement programme spatial japonais. Son domaine d'intervention inclut le développement, le lancement et la mise en œuvre de lanceurs, des satellites d'application civils, des satellites scientifiques (télescopes spatiaux, sondes spatiales) et des satellites militaires.

## Historique

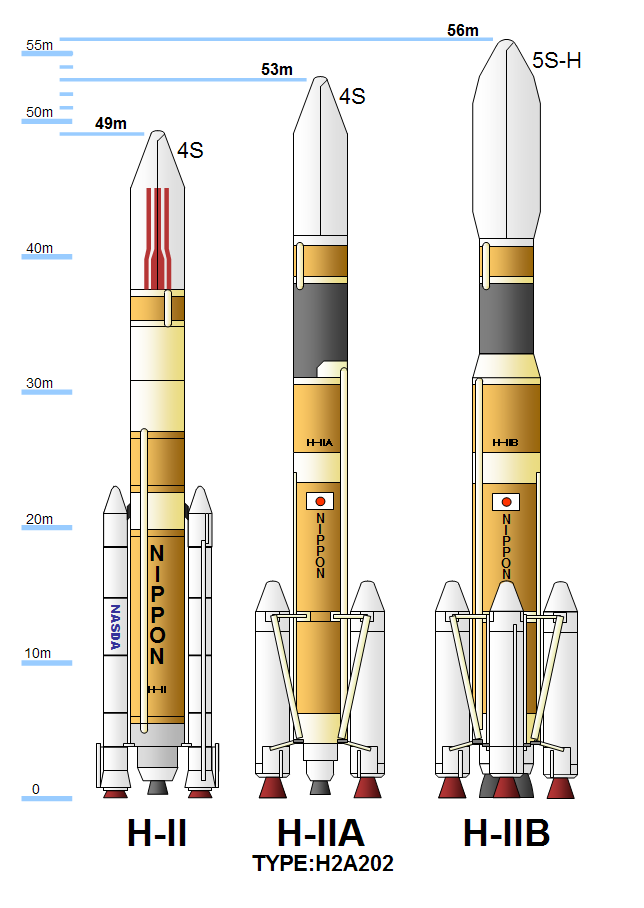
Les lanceurs H-IIA et H-IIB.

### Création de l'agence
Jusqu'en 2003  trois organismes de recherche japonais interviennent dans le domaine du spatial:
- l'Institut des sciences spatiales et astronautiques (ISAS) qui développe les satellites scientifiques et les sondes spatiales mis en orbite par des lanceurs légers développés par cette organisation.
- l'Agence nationale de développement spatial du Japon (NASDA), spécialisée dans les applications spatiales mais également responsable des lanceurs lourds et du programme spatial habité japonais (module Kibō de la Station spatiale internationale, entraînement des astronautes).
- le Laboratoire national aérospatial du Japon (NAL), organisme de recherche dans le domaine de l'aéronautique.

En 2001 le gouvernement Koizumi I décide d'une grande réforme du secteur public. Une des conséquences est la  fusion  du Ministère de l’Éducation auquel est rattaché l'ISAS et du Ministère pour la Technologie dont dépendent la NASDA ainsi que le NAL (organisme de recherche aérospatial). Le 1er octobre 2003 le  Ministère de l'Éducation, de la Culture, des Sports, des Sciences et de la Technologie (MEXT) qui résulte de cette fusion décide  de regrouper les activités de l'ISAS, la NASDA et le NAL au sein d'une agence unique, l'Agence d'exploration aérospatiale japonaise. L'année de cette réorganisation la NASDA dispose d'un budget de 1,11 Mds € et emploie 1090 personnes, l'ISAS qui emploie 294 personnes dispose d'un budget de 139 M€ et le NAL dispose de 176 M€ et occupe 417 personnes. Ces sommes ne représentent pas l'ensemble du budget spatial puisque d'autres ministères allouent aux agences des budgets spatiaux pour couvrir leurs besoins propres (représente environ 40 % du budget total en 2012). Un président issu du secteur privé des télécommunications, Keiji Tachikawa (en), est nommé en 2004 et met en place une nouvelle distribution des taches qui se caractérise par un rôle accru du secteur privé. C'est ainsi que toutes les activités de lancement de la fusée H-IIA sont transférées à son constructeur Mitsubishi Heavy Industries tandis que le développement du lanceur de moyenne puissance GX et du système de positionnement par satellite QZSS est amorcé dans le cadre d'un partenariat privé/public . En 2005 la JAXA présente un document cadre qui précise les objectifs de l'agence pour les deux décennies à venir. 

## Activité
Pour un article plus général, voir Programme spatial japonais.

### Lanceurs
La JAXA utilise les lanceurs de la NASDA pour la mise en orbite de satellites météorologiques. Pour des missions scientifiques du type astronomie en rayons X, la JAXA se sert des lanceurs à ergols solides de l'ISAS. Pour les expériences dans les couches atmosphériques supérieures, la JAXA utilise les fusées-sondes SS-520, S-520 et S-310.

### Réalisations récentes
Avant la création de la JAXA, ISAS est à la pointe de l'astronomie en rayons X grâce à son programme spatial des années 1980 et 1990. L'autre grand succès du Japon se situe dans le domaine de l'interférométrie à très longue base durant la mission HALCA. Les autres prouesses de la JAXA sont accomplies dans des domaines tels que l'observation du Soleil, l'étude de la magnétosphère et bien d’autres encore.
Quant à la NASDA, elle est très active dans le domaine des télécommunications par satellite. Cependant, le premier contrat remporté par une compagnie japonaise pour un satellite de télécommunication « civil » depuis l’ouverture du marché des télécommunications par satellite, n'est signé qu'en 2005. L'autre domaine de prédilection de la NASDA réside dans l'étude du climat terrestre.

### Autres programmes
La JAXA poursuit des programmes spatiaux scientifiques ambitieux :
- dans les télécommunications avec les satellites expérimentaux Engineering Test Satellite et OICETS, avec l'Agence spatiale européenne (ESA).
- dans des satellites scientifiques (seule ou en collaboration internationale, par exemple BepiColombo pour Mercure).
- dans les vols habités avec la participation à la construction de la Station spatiale internationale (ISS).
- dans le lancement de sondes spatiales pour l'étude d'astéroïdes (Hayabusa en 2003, Hayabusa 2 en 2014).
- dans l'exploration du système solaire, avec dans un futur proche la sonde MMX (Martian Moons eXploration) qui explorera le système de Mars et ses satellites naturels (Phobos et Déimos), et qui rapportera un échantillon de régolithe de Phobos sur Terre. Cette mission lancée par la JAXA est internationale et embarque des instruments de diverses agences spatiales (NASA, CNES, DLR).

Avec les lanceurs H-IIA / H-IIB, la JAXA dispose de lanceurs moyens et lourds à la pointe de la technique et développe un petit lanceur à propulsion solide Epsilon successeur de la famille des lanceurs Mu.
L'agence spatiale japonaise développe également un projet d'avion supersonique commercial, Supersonic Transport (en) (SST). Il relierait Tokyo à Los Angeles en environ 4 heures. Considéré comme le successeur du Concorde, il a notamment pour objectifs de corriger ses défauts, comme sa forte consommation en carburant et son bruit important.

## Infrastructures
- Un centre d'intégration et d'entraînement des astronautes à Tsukuba, dans la préfecture d'Ibaraki.
- Une base de lancement des lanceurs sur l'île de Tanega-shima, au sud de l'île de Kyūshū.
- Un centre de recherche de l'ISAS à Sagamihara.

Les installations de la JAXA comprennent : 
- Le siège de l'agence spatiale JAXA qui se trouve à Tokyo[2].
- Le centre spatial de Tsukuba, situé à Tsukuba à 50 km au nord-est de Tokyo, rassemble sur 530 000 m² les principales installations de recherche, développement et de test de l'agence spatiale[3].
- Le campus de Sagamihara dans la ville éponyme était le siège de l'ancienne agence ISAS responsable du programme spatial scientifique. Il est désormais consacré aux aspects scientifiques du programme spatial ainsi qu'à la mise au point de nouvelles technologies spatiales[4].
- Le Centre d'Observation de la Terre a Hatoyama dans la préfecture de Saitama met au point les technologies nécessaires aux satellites d'observation de la Terre et dispose de grandes antennes paraboliques pour recevoir les données des satellites[5].
- Le Centre de test des fusées de Noshiro à Noshiro comporte plusieurs bancs d'essai où sont testés les moteurs-fusées à ergols liquides ainsi que les propulseurs à propergol solide[6].
- L'agence spatiale japonaise dispose de plusieurs stations équipées d'antennes paraboliques pour communiquer avec ses satellites et ses sondes spatiales. Une antenne parabolique de 64 mètres de diamètre se trouve au Centre d'espace lointain d'Usuda dans la vallée de Nagano à 170 km au nord-ouest de Tokyo et est utilisée pour communiquer avec les sondes spatiales[7].

L'agence spatiale japonaise dispose par ailleurs de deux bases de lancement :
- La base de lancement d'Uchinoura dans la préfecture de Kagoshima (dans l'île de Kyūshū était utilisée pour le lancement des fusées à propergol solide développée par l'ISAS porteuses de satellites scientifiques et de sondes spatiales. Depuis que le dernier lanceur de cette famille, le M-V, a été retiré du service en 2006, plus aucun lancement de satellite n'est effectué à partir de cette base.Celle-ci continue à être utilisée pour le lancement de fusées-sondes.
- La base de lancement de Tanegashima située à Takesaki dans la petite île de Tanegashima à 100 km au sud de la base de lancement d'Uchinoura est le centre d'où sont lancés les lanceurs H-IIA et H-IIB. La base dispose de deux pas de tir et d'installations permettant de préparer les charges utiles, assembler le lanceur et contrôler les lancements[8].

## Culture populaire
- Dans le shōnen manga japonais Dr.STONE, le personnage Byakuya Ishigami, père adoptif du héros Senku Ishigami, est envoyé par la JAXA dans la station spatiale internationale et échappe ainsi, avec son équipe d'astronautes, à la pétrification de l'espèce humaine[réf. nécessaire].

### Honneurs
- (100267) JAXA, astéroïde.